# Casa Jou
La Casa Jou és un edifici del municipi de Figueres (Alt Empordà) que forma part de l'Inventari del Patrimoni Arquitectònic de Catalunya.

## Descripció
Edifici situat a davant de la Plaça del Gra. És un edifici cantoner de planta baixa renovada destinada a local comercial. Presenta dues plantes amb la mateixa ordenació: balconada correguda, de tres balcons per pis molt junts, ordenats en vertical amb quatre pilars d'ordre corinti, que segueixen els relleus de la façana (mènsules, balcó, façana, mènsula, balcó, façana) quedant-hi integrat. El conjunt culmina en cornisa i terrat. La cantonada decorada amb encoixinat de carreus de la mateixa mida el primer pis i irregulars als dos pisos superiors. Fa cantonada en angle obtús, també encoixinat. La façana del carrer Concepció és senzilla, té també dos pisos amb dos balcons cadascun, i a la planta baixa hi ha dos finestres que s'han convertit en aparadors.